# BAFTA 2013
A 66.ª cerimônia do British Academy Film Awards, mais conhecida como BAFTA 2013, foi uma transmissão televisiva, produzida pela British Academy of Film and Television Arts (BAFTA), realizada em 10 de fevereiro de 2013 no Royal Opera House, em Londres, para celebrar as melhores contribuições, britânicas e internacionais, para a indústria do cinema no ano de 2012. Os indicados foram anunciados 9 de janeiro de 2013.
Na cerimônia apresentada por Stephen Fry, o filme Argo venceu a categoria de Melhor Filme e também corou Ben Affleck como Melhor Diretor. Daniel Day-Lewis venceu a categoria de Melhor Ator por Lincoln e Emmanuelle Riva venceu a categoria de Melhor Atriz por Amour. Christoph Waltz venceu a categoria de Melhor Ator Coadjuvante por Django Unchained e Anne Hathaway venceu a categoria de Melhor Atriz Coadjuvante por Les Misérables. O filme Skyfall, dirigido por Sam Mendes, foi selecionado como Melhor Filme Britânico do ano.

## Vencedores e nomeados
| Melhor Filme Argo - Les Misérables - Life of Pi - Lincoln - Zero Dark Thirty | Melhor Diretor Ben Affleck – Argo - Kathryn Bigelow – Zero Dark Thirty - Michael Haneke – Amour - Ang Lee – Life of Pi - Quentin Tarantino – Django Unchained |
| Melhor Ator Daniel Day-Lewis – Lincoln como Abraham Lincoln - Ben Affleck – Argo como Tony Mendez - Bradley Cooper – Silver Linings Playbook como Patrizio "Pat" Solitano, Jr. - Hugh Jackman – Les Misérables como Jean Valjean - Joaquin Phoenix – The Master como Freddie Quell | Melhor Atriz Emmanuelle Riva – Amour como Anne Laurent - Jessica Chastain – Zero Dark Thirty como Maya - Marion Cotillard – De rouille et d'os como Stéphanie - Jennifer Lawrence – Silver Linings Playbook como Tiffany Maxwell - Helen Mirren – Hitchcock como Alma Reville |
| Melhor Ator Coadjuvante Christoph Waltz – Django Unchained como Dr. King Schultz - Alan Arkin – Argo como Lester Siegel - Javier Bardem – Skyfall como Raoul Silva - Philip Seymour Hoffman – The Master como Lancaster Dodd - Tommy Lee Jones – Lincoln como Thaddeus Stevens     | Melhor Atriz Coadjuvante Anne Hathaway – Les Misérables como Fantine - Amy Adams – The Master como Peggy Dodd - Judi Dench – Skyfall como M - Sally Field – Lincoln como Mary Todd Lincoln - Helen Hunt – The Sessions como Cheryl Cohen-Greene                               |
| Melhor Roteiro Original Django Unchained – Quentin Tarantino - Amour – Michael Haneke - The Master – Paul Thomas Anderson - Moonrise Kingdom – Wes Anderson e Roman Coppola - Zero Dark Thirty – Mark Boal                                                                         | Melhor Roteiro Adaptado Silver Linings Playbook – David O. Russell - Argo – Chris Terrio - Beasts of the Southern Wild – Lucy Alibar e Benh Zeitlin - Life of Pi – David Magee - Lincoln – Tony Kushner                                                                       |
| Melhor Cinematografia Life of Pi - Anna Karenina - Les Misérables - Lincoln - Skyfall | Melhor Estreia Britânica Bart Layton, Dmitri Doganis – The Imposter - James Bobin – The Muppets - Dexter Fletcher, Danny King – Wild Bill - Tina Gharavi – I Am Nasrine - David Morris, Jaqui Morris – McCullin                                                               |
| Melhor Filme Britânico Skyfall - Anna Karenina - The Best Exotic Marigold Hotel - Les Misérables - Seven Psychopaths | Melhor Documentário Searching for Sugar Man - The Imposter - Marley - McCullin - West of Memphis |
| Melhor Trilha Sonora Skyfall - Anna Karenina - Argo - Life of Pi - Lincoln | Melhor Som Les Misérables - Django Unchained - The Hobbit: An Unexpected Journey - Life of Pi - Skyfall |
| Melhor Design de Produção Les Misérables - Anna Karenina - Life of Pi - Lincoln - Skyfall | Melhores Efeitos Visuais Life of Pi - The Avengers - The Dark Knight Rises - The Hobbit: An Unexpected Journey - Prometheus |
| Melhor Figurino Anna Karenina - Great Expectations - Les Misérables - Lincoln - Snow White and the Huntsman | Melhor Maquiagem e Caracterização Les Misérables - Anna Karenina - Hitchcock - The Hobbit: An Unexpected Journey - Lincoln |
| Melhor Edição Argo - Django Unchained - Life of Pi - Skyfall - Zero Dark Thirty | Melhor Filme Estrangeiro Amour - Hodejegerne - Jagten - Intouchables - De rouille et d'os |
| Melhor Filme Animado Brave - Frankenweenie - ParaNorman | Melhor Curta-Metragem de Animação The Making of Longbird - Here to Fall - I'm Fine, Thanks |
| Melhor Curta-Metragem Swimmer - The Curse - Good Night - Tumult - The Voorman Problem | Melhor Ator/Atriz em Ascensão Juno Temple - Elizabeth Olsen - Andrea Riseborough - Suraj Sharma - Alicia Vikander |

### Filmes com múltiplas nomeações
| Nomeações | Filmes                            |
| --------- | --------------------------------- |
| 10        | Lincoln                           |
| 9         | Les Misérables                    |
| 9         | Life of Pi                        |
| 8         | Skyfall                           |
| 7         | Argo                              |
| 6         | Anna Karenina                     |
| 5         | Django Unchained                  |
| 5         | Zero Dark Thirty                  |
| 4         | Amour                             |
| 4         | The Master                        |
| 3         | The Hobbit: An Unexpected Journey |
| 3         | Silver Linings Playbook           |
| 2         | Hitchcock                         |
| 2         | The Imposter                      |
| 2         | De rouille et d'os                |

### Filmes com múltiplos prêmios
| Prêmios | Filmes           |
| ------- | ---------------- |
| 4       | Les Misérables   |
| 3       | Argo             |
| 2       | Amour            |
| 2       | Django Unchained |
| 2       | Life of Pi       |
| 2       | Skyfall          |